# Lepisosteus
Lepisosteus är ett släkte av fiskar. Lepisosteus ingår i familjen bengäddor.
Arter enligt Catalogue of Life och Fishbase:
- fläckig bengädda (Lepisosteus oculatus)
- långnosad bengädda (Lepisosteus osseus)
- kortnosad bengädda (Lepisosteus platostomus)
- floridabengädda (Lepisosteus platyrhincus)